# Valerio Zeno
Valerio Ciro Zeno (Italiaans: [vaˈlɛrjo ˈdzɛno]; Amsterdam, 2 januari 1984) is een Nederlands televisiepresentator en acteur. Van 2008 tot 2018 was hij actief als presentator bij BNN en BNNVARA. Daarvoor was hij onder meer werkzaam bij TMF.

## Biografie
Zeno is van Italiaanse afkomst en verhuisde jong met zijn ouders van Amsterdam naar Almere. Zijn debuut op televisie maakte hij al in 1995. Toen presenteerde hij samen met Anita Witzier, Quinty Trustfull en Thyrza Ravesteijn (toen eveneens 11 jaar) de Nationale Teleloterij bij het net commercieel geworden Veronica. De opbrengst van deze loterij ging naar kinderen die het moeilijk hadden.
Vanaf dat moment wilde Zeno bij de televisie. Hij volgde een opleiding tot cameraman en werkte achter de schermen bij onder meer Big Brother. In deze periode startte er ook een nieuw Veronica in de avonduren op het kanaal van Nickelodeon. Hierop was elke donderdag de talentenjacht Tv sterren van morgen te zien. Een van de kandidaten was Zeno, die uiteindelijk deze talentenjacht won. Na een paar weken stopte de samenwerking met Nickelodeon echter abrupt en had Zeno niets aan zijn 'prijs', een baan bij Veronica.
Zeno werkte toen als camera-assistent in de tv-studio's van Aalsmeer. Na 3,5 jaar solliciteerde hij bij 6pack, dat toentertijd werd uitgezonden op SBS6. Daar heeft hij twee seizoenen reportages en filmpjes gemaakt, en daarna maakte hij de overstap naar TMF. Bij TMF heeft hij eerst het televisieprogramma Wakker worden met Valerio gepresenteerd, waarin hij twee maanden lang zeven dagen in de week bij andere mensen naar een slaapplek zocht. Met dit programma won hij een gouden beeld in de categorie UPC Digital Award en hij won de Rookie of the year Award bij BNN de Hoofdprijs.
Daarna is Valerio's Datingshow in de zomer van 2006 uitgezonden en volgde er een tweede seizoen van Wakker worden. In de winter van 2006 presenteerde Zeno het programma Valerio in de sneeuw, waarin hij van alles deed in de sneeuw. Het programma Wakker worden werd in een vakantievariant (Wakker worden op vakantie) overgenomen door Damien Hope en Saar Koningsberger. Hij bleef wel als commentator verbonden aan het programma.
In 2007 speelde hij in de speelfilm Alles is liefde de rol van Daniel Levi die verliefd wordt op de veel oudere Klaasje, gespeeld door Wendy van Dijk.
In maart 2008 startte Zeno met het programma Valerio duikt onder. In dit wekelijkse programma liep hij elke aflevering een dag lang met iemand uit een bepaalde subcultuur of levensstijl mee. Dit varieerde van gothic tot bodybuilders.
Op 1 december 2008 stapte Zeno over naar BNN. Daar presenteerde hij onder andere de programma's Try Before You Die, Je zal het maar hebben en De Nationale IQ Test, en speelde hij de rol van David Selie in de soap Onderweg naar Morgen.
In mei 2009 was Zeno deelnemer in het programma Ranking the Stars van BNN. In april 2011 voorzag hij draakje Hektor van zijn stem in de film Heksje Lilly 2.
Van eind 2011 tot 2015 presenteerde hij samen met Dennis Storm het programma Proefkonijnen. In dit programma gaf het tweetal nuchtere antwoorden op bezopen vragen, zoals de vraag hoe mensenvlees smaakt. Op die stunt werd veel weerklank gegeven in de pers, tot zelfs op internationaal niveau, al bleek deze aflevering uiteindelijk een stunt om aandacht te genereren voor orgaandonatie. In het tweede seizoen kregen ze dit wederom voor elkaar, dit keer door de pijn van een bevalling te ondervinden.
In 2012 was Zeno voor het eerst te zien als Piet in het Sinterklaasjournaal, namelijk als Pietje Verliefd. In de laatste aflevering van dat jaar trouwt hij met Meisjespiet.
In augustus 2013 presenteerde hij de quiz No Brainer. Op 25 september 2013 debuteerde hij als tafelheer bij De Wereld Draait Door.
In januari 2016 presenteerde Zeno het zesde seizoen van Over mijn lijk. Hierin volgt hij vijf jonge mensen die allemaal ongeneeslijk ziek zijn. Dit was het eerste seizoen voor Zeno. Hij nam het stokje over van Patrick Lodiers.
In 2018 werd Zeno ontslagen bij BNNVARA. Voor de website Sneakerjagers presenteerde hij sinds september 2019 de podcast On Air.
In januari 2023 maakte Zeno zijn terugkeer als televisiepresentator met het programma Echte meisjes in de jungle dat uitgezonden werd door streamingdienst Videoland. Tevens verzorgde hij datzelfde jaar de voice-over voor het Videoland-programma Michella & Louisa werken mee. Daarnaast werkte Zeno in 2023 mee aan het televisieprogramma Weet Ik Veel en in 2024 aan Make Up Your Mind. In 2024 werd ook bekend dat hij de remake van Paradise Hotel op Videoland zou gaan presenteren.
Zeno is verloofd en heeft samen met zijn verloofde een kind.

## Filmografie

### Televisie

#### Als presentator
- 1995: Nationale Teleloterij - Veronica
- 2003: Tv sterren van morgen - Veronica
- 2004-2005: 6pack - SBS6
- 2006: Wakker worden met Valerio - TMF
- 2006: Valerio's Datingshow - TMF
- 2006-2007: TMF Awards, met verschillende presentatoren - TMF
- 2007: Valerio in de sneeuw - TMF
- 2007-2008: Valerio duikt onder - TMF
- 2009-2014: Je zal het maar hebben - BNN
- 2009-2011, 2013-2014: De Nationale IQ Test, samen met Patrick Lodiers - BNN
- 2009: Dennis vs Valerio, samen met Dennis Storm - BNN
- 2009: Sterretje gezocht, samen met Dennis Storm - BNN
- 2010: Dennis en Valerio vs. De rest, samen met Dennis Storm - BNN
- 2010-2012: Loverboys, samen met Dennis Storm - BNN
- 2011-2015: Proefkonijnen, samen met Dennis Storm - BNN
- 2011: Try Before You Die - BNN
- 2013: No Brainer - BNN
- 2016: Valerio International - BNN
- 2016-2017: Over Mijn Lijk - BNN
- 2017: Rare jongens - BNN
- 2017: Valerio4Ever - BNN
- 2023-heden: Echte meisjes in de jungle - Videoland
- 2024: We gaan er allemaal aan - PowNed
- 2024-heden: Power Couple, samen met Monica Geuze - Videoland
- 2024-heden: Paradise Hotel - Videoland

#### Als acteur
- 1998: De Rooie Draad, als Gersom
- 2008: Onderweg naar Morgen, als David Selie
- 2012: Sinterklaasjournaal, als Pietje Verliefd
- 2012: Intocht van Sinterklaas: Roermond, als Pietje Verliefd
- 2017: Bij Ron..., als reclameproducent

#### Overig
- 2008: Wakker worden op vakantie, voice-over
- 2009: Ranking the Stars, panellid
- 2013: De Wereld Draait Door, tafelheer
- 2023: Michella & Louisa werken mee, voice-over
- 2023: Weet Ik Veel, deelname
- 2024: Make Up Your Mind, deelname als LouLou Gal
- 2025: Make Up Your Mind, gastpanellid

### Film
- 2007: MaffiBAAAH!, als zichzelf
- 2007: Alles is liefde, als Daniël Levi
- 2011: Heksje Lilly 2, als Hektor (stemrol)
- 2013: Feuten: Het Feestje, als dj
- 2014: Troubled Soul, als Valerio
- 2016: Hartenstrijd, als voorbijganger

## Discografie
In 2005 maakte Zeno in samenwerking met de rapgroep VSOP een rapnummer voor 6pack. Hiervan werd ook een bijbehorende videoclip gemaakt, waarin Zeno rondrijdt in een gehuurde Hummer H2 en te zien is in een jacuzzi met een fles champagne en schaars geklede vrouwen. Het nummer en de clip voldoen met opzet aan het stereotype van hiphop. In 2009 nam hij samen met Sander Lantinga, Dennis Storm en Filemon Wesselink een nummer op voor het BNN-programma Try Before You Die. Het nummer heet So much love to give en ze noemen zich samen The Boys You Desire omdat de afkorting daarvan ook staat voor het programma dat ze maken.
Zeno is sinds 2007 ook actief als dj onder de naam Phalerieau en heeft op diverse feesten gedraaid variërend van Girls Love DJ's, Mysteryland tot een eigen vaste avond in uitgaansgelegenheid Jimmy Woo te Amsterdam.